# Kane (fantasy)
Kane è un personaggio letterario creato da Karl Edward Wagner per una serie di racconti e romanzi brevi di sword and sorcery fra il 1970 ed il 1985.
Le avventure di Kane coprono un vastissimo arco di tempo del suo mondo pre-medievale. In alcuni racconti seguenti di Wagner, Kane fa la sua comparsa anche nel mondo contemporaneo, come spacciatore in Lacunae e come ambiguo magnate dell'editoria in "At First Just Ghostly".
Kane viene spesso paragonato a Conan il Barbaro di Robert Ervin Howard (in parte anche grazie al fatto che Wagner scrisse delle storie su Conan) ma presenta delle grosse differenze dovute al suo carattere più subdolo e riflessivo di quello del "Cimmero", oltre a non condividerne la repulsione per la stregoneria.

## Descrizione
Si sa poco delle origini di Kane: un millenario e muscoloso individuo mancino dai capelli rossi, che si dice abbia ucciso (strangolandolo) il fratello, e di conseguenza sia stato maledetto da un dio folle con una eterna vita di vagabondaggio per avere introdotto l'omicidio nella creazione.
Per quanto Kane sia robusto può essere ucciso, ma in genere recupera dalle ferite ad una velocità incredibile e non invecchia. Kane viene rappresentato come un eccellente guerriero ed uno stregone competente, che passa la sua vita millenaria cambiando professione e passando da una avventura all'altra.
Come il Caino biblico, Kane porta su di sé il marchio dell'assassino; coloro che incontrano il suo sguardo azzurro ghiaccio non possono sostenerlo per molto, in quanto tradisce la sua natura di macellaio d'uomini.